# Avient

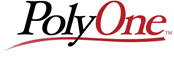
Ehemaliges Logo von PolyOne

Avient (ehemals: PolyOne) ist ein US-amerikanischer Hersteller von Polymer-Werkstoffen mit Sitz in Avon Lake, Ohio. Avient entwickelt und produziert verschiedene Kunststoffe, Additive und Druckfarben. Anwendung finden die Produkte des Unternehmens in einer Vielzahl von Industrien, wie beispielsweise der Konsumgüter-, Elektronik-, Medizintechnik-, Verpackungs- und Textilindustrie, sowie im allgemeinen Maschinen- und Fahrzeugbau.
Das Unternehmen PolyOne entstand im Jahr 2000 durch eine Fusion der The Geon Company und der M.A. Hanna Company. Geon selbst wurde 1993 durch eine Ausgründung des Kunststoffgeschäfts der Goodrich Corporation gegründet. Nach der Übernahme der Masterbatch-Sparte von Clariant durch PolyOne im Juli 2020 benannte sich das Unternehmen in Avient um.